# Jon Granik
Jon Granik (10 de diciembre de 1930 – 29 de octubre de 2003) fue un actor canadiense.

## Biografía
Jon Granik inició su carrera en el teatro. Al principio, por ejemplo, actuó en Stratford. De 1955 a 2003 apareció en varias series y producciones televisivas canadienses, británicas y estadounidenses. A partir de 1966 también participó en varias películas de cine y televisión. También dio su voz para comerciales en televisión y radio. Aparte de eso trabajó como narrador de documentales.
Jon Granik tuvo dos hijas.

## Filmografía
- 1966 La trampa (The Trap)
- 1969 El Cubo (The Cube)
- 1969 The Best Damn Fiddler from Calabogie to Kaladar
- 1970 The Last Act of Martin Weston
- 1971 The Megantic Outlaw
- 1971 Fortune and Men's Eyes
- 1972 Follow the North Star
- 1975 The Heat Wave Lasted Four Days
- 1977 Age of Innocence
- 1978 In Praise Of Older Women
- 1978 Asalto al poder (Power Play)
- 1980 Virus (Virus: The End)
- 1981 Escape from Iran: The Canadian Caper
- 1986 Hot Money
- 1986 Keeping Track
- 1990 Divided Loyalties
- 1992 To Catch a Killer
- 1997 Peacekeepers
- 2001 Chasing Cain